# Challenger de Buenos Aires 2021
El torneo Challenger de Buenos Aires 2021 fue un torneo de tenis perteneciente al ATP Challenger Tour 2021 en la categoría Challenger 80. Se trató de la 10.ª edición, el torneo tuvo lugar en la ciudad de Buenos Aires (Argentina), desde el 18 hasta el 24 de octubre de 2021 sobre pista de tierra batida.

## Jugadores participantes del cuadro de individuales
| Favorito | País                 | Jugador                 | Rank1 | Posición en el torneo |
| -------- | -------------------- | ----------------------- | ----- | --------------------- |
| 1        | Bandera de Brasil    | Thiago Monteiro         | 92    | FINAL                 |
| 2        | Bandera de Argentina | Juan Manuel Cerúndolo   | 103   | Semifinales           |
| 3        | Bandera de Argentina | Francisco Cerúndolo     | 110   | Semifinales           |
| 4        | Bandera de Perú      | Juan Pablo Varillas     | 127   | Cuartos de final      |
| 5        | Bandera de Bolivia   | Hugo Dellien            | 128   | Cuartos de final      |
| 6        | Bandera de Brasil    | Thiago Seyboth Wild     | 129   | Primera ronda         |
| 7        | Bandera de Argentina | Sebastián Báez          | 140   | CAMPEÓN               |
| 8        | Bandera de Argentina | Tomás Martín Etcheverry | 144   | Cuartos de final      |

- 1 Se ha tomado en cuenta el ranking del 4 de octubre de 2021.

### Otros participantes
Los siguientes jugadores recibieron una invitación (wild card), por lo tanto ingresan directamente al cuadro principal (WC):
- Román Andrés Burruchaga
- Mariano Navone
- Juan Bautista Torres

Los siguientes jugadores ingresan al cuadro principal tras disputar el cuadro clasificatorio (Q):
- Francisco Comesaña
- Martín Cuevas
- Carlos Gómez-Herrera
- Ignacio Monzón

## Campeones

### Individual Masculino
- Sebastián Báez derrotó en la final a  Thiago Monteiro, 6–4, 6–0

### Dobles Masculino
- Luciano Darderi /  Juan Bautista Torres derrotaron en la final a  Hernán Casanova /  Santiago Rodríguez Taverna, 7–6(5), 7–6(10)